# グラント・ウィリアムズ (ラグビー)
グラント・ウィリアムズ（Grant Williams、1996年7月22日 - ）はユナイテッド・ラグビー・チャンピオンシップ、シャークスに所属するラグビーユニオン選手。

## プロフィール
- 南アフリカ・パール出身[1]。
- ポジションはスクラムハーフ(SH)、ウィング(WTB)。
- 身長 174cm、体重 80kg
- 南アフリカ代表キャップは8（2024年2月現在）でラグビーワールドカップ2023の南アフリカ代表に選ばれた[2]。

## 略歴
チーターズ、フリーステイト・チーターズ、シャークス (カリーカップ)を経て、2017年、シャークスに加入。 